# نیژنیه کارامالی
نیژنیه کارامالی (انگلیسی: Nizhniye Karamaly) یک شهرک در شهرستان استرلیباشفسکی استان باشقیرستان کشور روسیه است.